# Condobolin Weir
Condobolin Weir är en dammbyggnad i Lachlan Shire i New South Wales i Australien, omkring 390 kilometer väster om delstatshuvudstaden Sydney. Dammen anlades 1925 för att försörja Condobolin med vatten, men användes 2006 i rekreationellt syfte, för konstbevattning och för att försörja boskap och individer med vatten. Dammen är byggd i betong och är ungefär 2,1 meter hög och 24 meter bredd. Condobolin Weir ligger 193 meter över havet.
Trakten runt Condobolin Weir är nära nog obefolkad, med mindre än två invånare per kvadratkilometer.
Trakten runt Condobolin Weir består till största delen av jordbruksmark. Genomsnittlig årsnederbörd är 550 millimeter. Den regnigaste månaden är februari, med i genomsnitt 120 mm nederbörd, och den torraste är oktober, med 11 mm nederbörd.